# Georg Ludvig von der Schulenburg
Georg Ludvig (født Ludewig) rigsgreve von der Schulenburg (21. maj 1755 i Bleckede ved Lüneburg – 29. marts 1828 i København) var en dansk officer.
Hans forældre var oberst Christian Hieronymus Adolph greve von der Schulenburg og Sophie Charlotte f. baronesse von Bülow. Som lille dreng fulgte han faderen i Syvårskrigen og kom derefter, kun 11 år gammel, til Danmark som page hos dronning Caroline Mathilde. Han forlod 1771 hoftjenesten, blev kadet, året efter sekondløjtnant, 1781 premierløjtnant og 1782 kaptajn. Som sådan var han i nogle år adjudant hos guvernøren i København, hertug Frederik Carl Ferdinand af Braunschweig-Lüneburg-Bevern. 1788 trådte han i russisk tjeneste som major ved en jægerbataljon og deltog i krigen mod tyrkerne og svenskerne med sådan bravour, at han blev hædret med Georgskorset. Ved sin hjemkomst 1790 blev han major i den norske hær, hvor han blev stående til 1801, først ved norske jægerkorps og fra 1798 ved Søndenfjeldske Infanteriregiment. 17. marts 1796 ægtede han Joachime Franziska Wilhelmine von Løwenstern (28. november 1760 – 5. februar 1833), datter af major Christian Friederich von Løwenstern og Anna Sophie Cornelia f. von Steuben.
Som oberstløjtnant ved 1. jyske Infanteriregiment vendte Schulenburg 1801 tilbage til Danmark; 1806 blev han oberst, året efter forsat til Kronprinsens Regiment, som han kort efter forlod for at overtage kommandoen over Marineregimentet og fra 1808 tillige over Københavns Infanteriregiment. Han blev omtrent samtidig overfører ved Drabantgarden og udnævntes 1809 til generalmajor. Frederik VI nærede med rette megen tillid til Schulenburgs militære dygtighed, og i slutningen af maj 1813 overgav han ham midlertidig kommandoen over «den bevægelige Armédivision» i Holsten. Schulenburg overtog sin post under vanskelige omstændigheder. Forholdet til de franske var på grund af kongens vaklende politik og generalmajor Wegeners tvetydige optræden under kampene om Hamborg blevet yderst spændt, og disciplinen i divisionen var rystet. Schulenburg var imidlertid sin opgave voksen, og da han i juli afgav kommandoen til Frederik af Hessen, var forholdet til franskmændene blevet godt og mandstugten genoprettet. Under felttoget i Mecklenburg og Holsten førte Schulenburg med hæder auxiliærkorpsets 1. brigade, og i kampen ved Sehested (10. december) viste han stort personligt mod og megen førerdygtighed. Det var ham, der stormede Sehested, og som var skyld i, at de fynske dragoner fik lejlighed til at udføre deres berømte indhug. Kongen hædrede ham med Kommandørkorset og betroede ham det følgende år kommandoen over en brigade i det nye auxiliærkorps, der skulle deltage i kampen mod Napoleon. Schulenburg deltog i indeslutningen af nogle småfæstninger, men kom ikke i ilden. Under sin fraværelse blev Schulenburg kommandør for Livgarden til Fods og kort efter sin hjemkomst kommandant i København; begge disse stillinger beholdt han til sin død, 29. marts 1828. Han blev generalløjtnant 1815 og fik Storkorset 1815. Dannebrogsmand blev han i 1817.
Schulenburg var en smuk soldaterskikkelse, en ridderlig personlighed, "elsket af alle, der stod i Forbindelse med ham, formedelst hans med sit kalds troeste Opfyldelse forbundne liberale Karakter". Således lyder dagspressens dom over ham, og det æreminde, taknemmelige medborgere har rejst ham på Garnisons Kirkegård, vidner endnu om hans popularitet.
Hans søn Carl Otto Frederik greve von der Schulenburg (21. oktober 1801 – 12. juli 1847) var fra 1817-41 officer i Husarregimentet og indlagde sig ved sine mange gadeoptøjer og teaterskandaler herostratisk berømmelse. Efter afslutningen af en proces, der havde varet henved 70 år, arvede han 1841 de stærkt forgældede mecklenborgske familiegodser Gross-Krankow m.fl., og da han, for at tiltræde arven, skulle være gift, og det med en dame med 16 aner, ægtede han 14. oktober samme år Karen Hiort de Seue, datter af oberstløjtnant P.N. de Seue.
Der findes litografier af Liepmann Fraenckel, N.B. Krossing og P.C. Schøler.